# Pholcus kakum
Pholcus kakum is een spinnensoort uit de familie trilspinnen (Pholcidae). De soort komt voor in Ghana, Ivoorkust en Guinea. 